# 여기서 잠깐
《여기서 잠깐》은 1996년 9월 23일부터 2000년 5월 12일까지 MBC TV에서 방송된 토막 텔레비전 프로그램이다.

## 방송 시간
| 방송 채널 | 방송 기간                          | 방송 시간                  | 방송 분량 |
| --------- | ---------------------------------- | -------------------------- | --------- |
| MBC TV    | 1996년 9월 23일 ~ 1996년 10월 18일 | 매주 평일 저녁 7:25 ~ 7:30 | 5분       |
| MBC TV    | 1996년 10월 30일 ~ 1997년 1월 3일  | 매주 평일 밤 10:50 ~ 11:00 | 10분      |
| MBC TV    | 1997년 1월 6일 ~ 1997년 2월 28일   | 매주 평일 밤 10:55 ~ 11:00 | 5분       |
| MBC TV    | 1997년 3월 3일 ~ 1998년 10월 23일  | 매주 평일 저녁 7:00 ~ 7:05 | 5분       |
| MBC TV    | 1999년 5월 10일 ~ 2000년 5월 12일  | 매주 평일 저녁 7:00 ~ 7:05 | 5분       |

## 같이 보기
- 정보데이트 (1991년 ~ 1996년)